# Pod svícnem
Pod Svícnem je iniciativa, která se věnuje rozšiřování povědomí o domácím násilí a snaze o změnu legislativy v této oblasti. Vznikla v roce 2022.
Iniciátorky vzniku jsou Barbora Urbanová a Michaela Studená. Projekt doplňují výpovědi obětí a stránky na sociálních sítích. Součástí projektu je také petice “Za bezpečný domov”.
V českém prostředí se pojem domácí násilí redukuje na partnerské vztahy. Cílem je edukovat veřejnost o tom, že tato problematika má mnoho forem a také podob. Pod Svícnem si klade za cíl všechny druhy obětí, ale i širokou veřejnost, oslovit a seznámit s touto problematikou. Iniciativa Pod svícnem provozuje i svůj podcast, který v roce 2023 získal titul Objev roku v rámci ankety Podcast roku.